# Saint-Quentin-de-Caplong
 Saint-Quentin-de-Caplong  là một xã thuộc tỉnh Gironde trong vùng Aquitaine tây nam nước Pháp. Xã này nằm ở khu vực có độ cao trung bình 90 mét trên mực nước biển.